# Incendie de la prison de Gitega
 (décembre 2021).
L'incendie de la prison de Gitega est survenu le 7 décembre 2021 à 4 h heure locale lorsqu'un incendie s'est déclaré dans une prison surpeuplée de Gitega, au Burundi, faisant au moins 38 morts et plus de 69 blessés.

## Contexte
La surpopulation est un problème majeur dans les prisons burundaises où, selon les chiffres d'octobre, 13 100 détenus vivent dans des établissements conçus pour ne pas accueillir plus de 4 100 personnes. En juin, plus de 5 000 détenus ont bénéficié d'une grâce présidentielle pour tenter de vider les prisons surpeuplées du pays.
Selon l'Association chrétienne contre la torture, la prison de Gitega, qui a près d'un siècle, pouvait accueillir 400 détenus, mais en comptait 1 539 au moment de l'incendie. La plupart des détenus étaient des hommes mais il y avait aussi une aile pour femmes. Il abritait également plusieurs prisonniers politiques dans un complexe de haute sécurité. Plus tôt en août, un incendie s'est déclaré dans la même prison, que les autorités ont imputé à des problèmes électriques.

## Incendie
L'incendie a commencé à 4 h heure locale (2 h GMT) le 7 décembre 2021 alors que de nombreux détenus dormaient. Le ministère de l'Intérieur a déclaré dans un tweet qu'un court-circuit était responsable de l'incendie. Selon les survivants, la police a refusé d'ouvrir les quartiers alors que les flammes se sont propagées,. Selon l'un des détenus, plus de 90% des dortoirs ont été incendiés.
Une source policière a déclaré que les services d'urgence sont arrivés en retard avec le camion de pompiers, atteignant la prison deux heures après le début de l'incendie. Des infirmières de l'hôpital de Gitega, ainsi que des équipes de la Croix-Rouge, sont arrivées sur les lieux pour soigner les victimes. Les blessés légers ont été soignés sur place, tandis que ceux gravement brûlés ont été transportés à l'hôpital,. Le vice-président Prosper Bazombanza a déclaré aux journalistes que 38 personnes sont mortes dans l'incendie. 
Parmi ceux-ci, douze sont morts d'asphyxie alors qu'ils tentaient de fuir le bâtiment en feu et 26 autres sont morts de blessures graves. La plupart des victimes étaient des détenus âgés.

## Conséquences
Le vice-président Bazombanza et plusieurs hauts ministres se sont rendus sur les lieux de l'incendie. Selon des témoignages, des soldats et des policiers ont encerclé le site de l'incendie, empêchant les journalistes de s'approcher et de prendre des photos.